# Centrouropoda
Centrouropoda es una familia de ácaros perteneciente al orden Mesostigmata.

## Especies
- Centrouropoda Berlese, 1916
  - Centrouropoda almerodai Hiramatsu & Hirschmann, in Wisniewski, Hirschmann & Hiramatsu 1992
  - Centrouropoda brasiliana Wisniewski & Hirschmann, 1992
  - Centrouropoda daelei Hirschmann, 1981
  - Centrouropoda pelekymorpha Hirschmann & Wisniewski, in Wisniewski, Hirschmann & Hiramatsu 1992
  - Centrouropoda peruana Wisniewski & Hirschmann, 1992
  - Centrouropoda rackae Hirschmann, 1975
  - Centrouropoda rhombogyna (Berlese, 1916)
  - Centrouropoda securiformis Wisniewski & Hirschmann, in Wisniewski, Hirschmann & Hiramatsu 1992
  - Centrouropoda solmani Wisniewski & Hirschmann, in Wisniewski, Hirschmann & Hiramatsu 1992